# Aleuropteryx ressli
Aleuropteryx ressli là một loài côn trùng trong họ Coniopterygidae thuộc bộ Neuroptera. Loài này được Rausch et al. miêu tả năm 1978.